# Dunstall

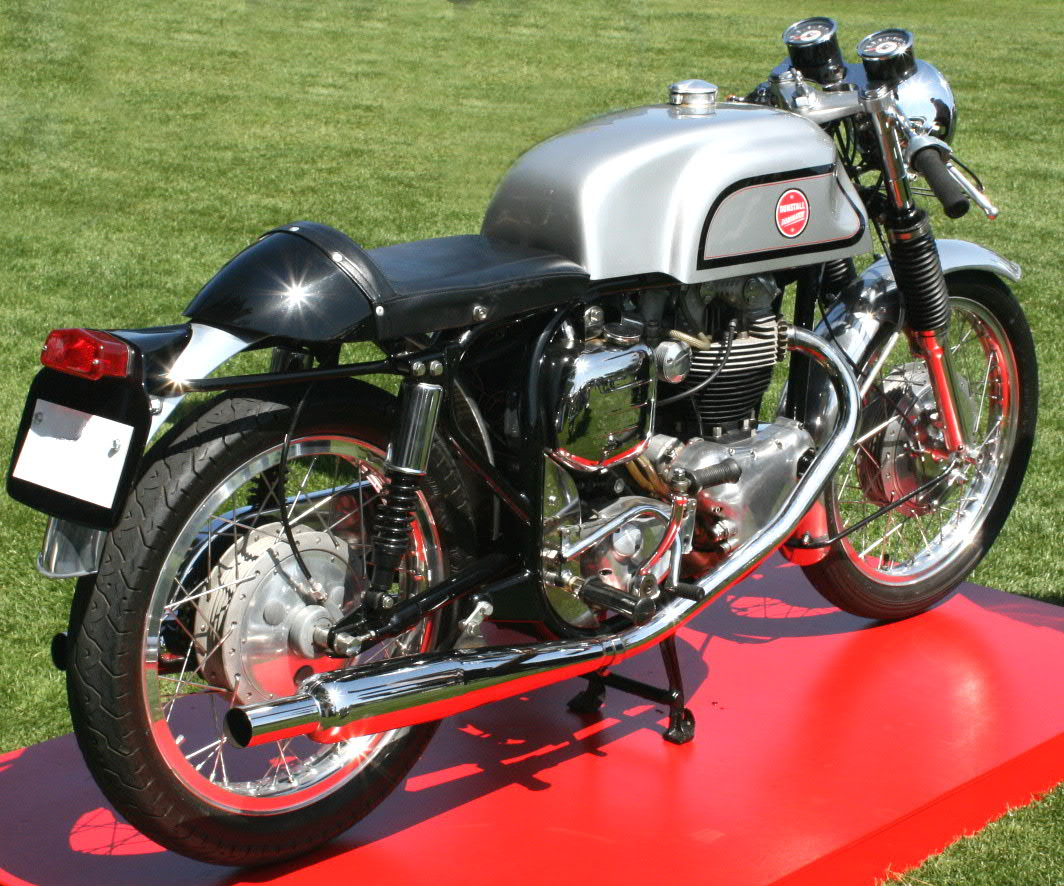
Dunstall-Norton Dominator (1965)

Dunstall war ein englischer Motorradhersteller aus London, später Belvedere (Kent), der von 1967 bis 1982 leistungsgesteigerte Motoren überwiegend von Norton, später auch von Honda, Kawasaki und Suzuki in eigene Fahrwerke einbaute.

## Geschichte
Bereits 1961 entwickelte Paul Dunstall (* 1939) Zubehörteile für Norton-Motorräder, unter anderem Auspuffkrümmer, Stummellenker, zurückverlegte Fußrasten und Benzintanks aus GFK. 1962 erwarb Dunstall Motoren aus der Rennabteilung von Norton, die er nach Kundenwünschen individuell leistungssteigerte, dazu lieferte er eigene verwindungssteife Motorradrahmen. 1966 bot Dunstall als erster Motorradhersteller weltweit als Nachrüstsatz eine von Colin Lyster entwickelte hydraulisch betätigte Doppelscheibenbremse für Motorräder an.  
1967 wurde Dunstall durch die englische Steuerbehörde offiziell als Motorradhersteller anerkannt.
Ray Pickrell gewann 1968 die Production-750-Klasse der Isle of Man TT auf einer Dunstall-Norton mit hydraulische betätigter Doppelscheibenbremse. Der 1969 für den Norton-Atlas-Motor von Eddie Robinson entwickelte Zentralrohrrahmen, mit senkrecht nach unten führendem Endstück, erinnerte an ein „Abflussrohr“ und wurde so in der Szene bekannt.